# DIME
DIME (Dense Inert Metal Explosive, výbušnina s hustým inertním práškem) je kombinací běžné výbušniny (jako je např. hexogen), běného pojiva (HPTB, PIB, olej apod.) a několika desítek procent (~50 až 90 hmotnostních procent) jemného prášku o vysoké hustotě, typicky wolframového prášku. Takováto výbušnina je dopravena na cíl v obalu z plastu, sklolaminátu či uhlíkového kompozitu. Při výbuchu tedy nevznikne výrazné množství fragmentů a obsah brizantní výbušniny je úmyslně držen tak nízko, aby ani účinek tlakové vlny nebyl výrazný (stovky gramů až po přibližně 1 kg). Hlavním smrtícím mechanismem je rychlý mrak kovových částic, který si na vzdálenost jednotek metrů (tedy asi až na 4 m) od nálože udržuje dostatečnou rychlost pro zranění cíle (osoby). Za touto vzdálenosti již nemají kovové částečky dostatečnou rychlost pro páchání výrazných škod (ztrácí rychlost díky malému průřezovému zatížení). DIME výbušniny se používají pro útoky, kde jsou nežádoucí okolní škody – třeba údery na konkrétní auto na rušné ulici. Osoba, kterou zasáhnou částečky, nemusí ihned zemřít, ale kovový prach v těle postupně vede k závažným zdravotním potížím až smrti.
Příkladem konkrétní DIME je B2277A s hustotou 5,44 g/cm3 a složením z 15 % hexogenu, 5,5 % inertního pojiva a 79,5 % wolframového prášku.
Izraelské obranné síly vlastnictví i užívání těchto zbraní popírají.